# Joseph ibn Yaḥya ben David (1425–1498)
Joseph ibn Yaḥya ben David (* 1425; † 1498) war ein jüdischer Gelehrter aus Portugal.

## Leben
Joseph ibn Yaḥya ben David wurde von Alfonso V. als Weiser geschätzt und sollte in Konflikten zwischen eingesessenen portugiesischen und exilierten spanischen Juden vermitteln. Als aber Alfonsos Nachfolger, König João, die Christianisierung der Juden beschloss und Joseph ibn Yaḥya ben David 1495 als erster getauft werden sollte, ergriff dieser zusammen mit seinen Söhnen David Meïr und Solomon die Flucht. Als er in Kastilien landete, drohte ihm der Tod auf dem Scheiterhaufen, doch rettete ihn das Eingreifen des Fürsten Alvarez de Bragança. Er setzte seine Flucht fort und kam nach fünfmonatiger Reise nach Pisa. Dort wurde er samt seiner Familie von den Truppen Karls VIII. gefangen genommen. Es gelang ihm, sich freizukaufen und unter den Schutz des Herzogs von Ferrara zu stellen. Nach einiger Zeit wurde er aber bezichtigt, Personen zur Rückkehr zum Judentum anzustiften. Zwar konnte er sich den Folterungen, denen er daraufhin unterworfen wurde, schließlich durch Bezahlung von 7.000 Goldstücken entziehen, starb aber 1498 an den Folgen.
Einer Legende nach befand sich sein Grab in der Nähe des Grabes des Propheten Hosea.